# Dorottya Rédai
Dorottya Rédai ist eine ungarische Wissenschaftlerin und LGBT-Aktivistin.

## Beruflicher Werdegang
Dorottya Rédai erwarb an der Eötvös-Loránd-Universität einen Master in Englischer Sprache und Literatur und an der Central European University in Budapest einen Master in Gender Studies. Sie promovierte 2015 an der Central European University in Comparative Gender Studies über das Thema Exploring Sexuality in Schools: The Intersectional Reproduction of Inequality.
Im selben Jahr wurde sie dort Lehrbeauftragte und lehrt und forscht seitdem an der Central European University und der Eötvös-Loránd-Universität sowie im Auftrag der Anthropolisz Association. Ihr Forschungsinteresse konzentriert sich auf Gender und Sexualität in der Erziehung, die Reproduktion sozialer Ungleichheit in der Erziehung, Sexualerziehung und nicht-normative Sexualitäten.
Außerdem arbeitet sie als LGBT-Aktivistin unter anderem für die Lesbenorganisation Labrisz. In ihrem Auftrag hält sie in Schulen Vorträge über Homophobie und Mobbing und führt Programme zum besseren Kennenlernen von LGBT-Menschen durch. Immer wieder wird sie von der internationalen Presse zitiert, wenn es um Statements im Zusammenhang der gesellschaftlichen Situation von LGBT-Community geht.

## Märchenland für alle
2019 koordinierte Dorottya Rédai das vom ungarischen Lesbenverband Labrisz herausgegebene Kinderbuch Märchenland für alle (Meseország mindenkié). Es enthält 17 Märchen, die von zeitgenössischen Autoren, zum Beispiel Judit B. Tóth, Zoltán Csehy, Petra Finy und Dóra Gemesi, durch Veränderung bekannter Märchen verfasst wurden. Das Buch will gesellschaftliche Randgruppen und Minderheiten abbilden. So kommen darin zum Beispiel ein schwarzes Schneewittchen, ein schwuler Prinz und ein lesbisches Aschenputtel vor. Das Buch soll Eltern und Lehrern von Kindern zwischen 6 und 12 Jahren beim Sprechen über Geschlechterstereotype unterstützen.
Als das Buch im September 2019 erschien, sorgte es für politisches Aufsehen: Die stellvertretende Vorsitzende der rechtsextremen Partei Unsere Heimat (Mi Hazánk Mozgalom), einer Absplitterung der Jobbik, Dóra Dúró schredderte ein Exemplar vor laufenden Kameras. Sie und Kanzleramtsminister Gergely Gulyás sprachen von „homosexueller Propaganda“; Gulyás drohte rechtliche Schritte gegen Bildungseinrichtungen an, die mit dem Buch arbeiten würden. Auch Premierminister Viktor Orbán griff in die Debatte ein. Im Januar 2020 erklärte das Regierungsbüro der Hauptstadt Budapest, die Käufer würden getäuscht, da das Buch als Kinderbuch aufgemacht sei und keinen Hinweis auf die Abweichung von den traditionellen Geschlechterrollen enthalte. Die Regierungsbehörde verpflichtete den Herausgeber, jedes Exemplar mit einem solchen Warnhinweis auszustatten. Labrisz nannte diesen Erlass „verfassungswidrig“ und „diskriminierend“ und kündigte eine gerichtliche Anfechtung der Anweisung an.
Die große politische und mediale Aufmerksamkeit bewirkte, dass das Buch in Ungarn zum Bestseller wurde. Die Startauflage von 1500 Exemplaren war innerhalb von zwei Wochen ausverkauft, bis Ende Januar 2021 wurden etwa 30 000 Bücher verkauft. Dorottya Rédai sieht in dem großen Interesse für das Märchenbuch ein Zeichen des Protestes gegen die Regierung und gegen Sexismus, Homophobie und Ausgrenzung in Ungarn.
Auf der Basis eines im Juni 2021 verabschiedeten Gesetzes und weiteren im August veröffentlichten Regelungen darf das Märchenbuch nur in undurchsichtiger Verpackung und nicht in geringerer Entfernung als 200 Meter von einer Schule oder Kirche verkauft werden. Im September 2021 ließ ein Bürgermeister einer kleinen Stadt bei Budapest das Buch unter Berufung auf die umstrittenen Regelungen aus der öffentlichen Bibliothek entfernen. Auch im Ausland fand die Angelegenheit in den Medien Beachtung. Im Frühjahr 2022 war das Buch bereits in zehn Sprachen übersetzt.
Der Stern hat die exklusiven Rechte für Deutschland, Österreich und die Schweiz erworben. Die deutsche Fassung erschien im Frühjahr 2022.
Das Buch wurde in die Liste der White Ravens aufgenommen.

## Mitgliedschaften und Ämter
Dorottya Rédai ist Vorstandsmitglied der ungarischen Lesbenorganisation Labrisz.

## Auszeichnungen
Dorottya Rédai wurde vom Time Magazine als eine der hundert einflussreichsten Persönlichkeiten des Jahres 2021 ausgewählt und auf die Liste Time 100 gesetzt.
2020 erhielt Rédai den Emma Goldman Snowball Award der Flax-Stiftung für ihre Arbeit als feministische Aktivistin und Wissenschaftlerin, 2021 wurde bei der Eröffnung des Gay-Pride-Tages in Budapest (Meleg Büszkeség Napja, Gay-Pride-Tag) ihre Arbeit für die LGBT+- Community mit dem Background Award honoriert.

## Veröffentlichungen (Auswahl)
- Gender in Education: a Democratic Transition?: A Democratic Transition? - A Comparative Analysis of Gender Issues in the Democratic Reform Process in Slovenian and Hungarian Education. VDM Verlag 2008, ISBN 978-3-639-01228-6.
- Laura den Dulk, Margarete Bäck-Wiklund, Suzan Lewis, Dorottya Rédai: Quality of Life and Work in a Changing Europe: A Theoretical Framework. In: Margareta Bäck-Wiklund: Quality of life and work in Europe: theory, practice and policy. Palgrave Macmillan, New York 2011, S. 17–31, ISBN 978-0-230-23511-3
- Exploring Sexuality in Schools: The Intersectional Reproduction of Inequality. Palgrave MacMillan, New York, 1. Auflage 2019, ISBN 978-3-030-20161-6,  (Dissertation)
- Maria Tsouroufli, Dorottya Rédai (Hrsg.): Gender equality and stereotyping in secondary schools. Case studies from England, Hungary and Italy. Palgrave Macmillan, New York 2021, ISBN 978-3-030-64125-2